# Convidecia
AD5-nCOV, denominada comercialment Convidecia, és una vacuna contra la COVID-19 que desenvolupa la companyia biofarmacèutica xinesa CanSino Biologics. El desenvolupament de l'AD5-nCOV va començar a principis del 2020 i va entrar a les proves de fase I al març i les proves de fase II a l'abril. A partir de l'agost de 2020, actualment es troba en assaigs de fase III a Argentina, Xile, Mèxic, Pakistan, Rússia i Aràbia Saudita amb més de 40.000 persones. tant com a administració de dosis doble com de dosi única.
Convidecia és una vacuna de vector víric similar a l'AZD1222 d'AstraZeneca i Gam-COVID-Vac de Gamaleya, que també es troben en assaig clínic fase III per a COVID-19. Al novembre, CanSino va dir que començaria l'anàlisi provisional dels resultats de la fase III quan es trobessin 50 casos d'infecció.

## Assajos
De fase I-II amb 508 participants: Respostes dels limfòcits T i dels anticossos neutralitzants.
De fase III amb 40000 participants:Multicèntric global, aleatoritzat, doble cec, controlat amb placebo per avaluar l'eficàcia, la seguretat i la immunogenicitat. Al febrer de 2021, l'anàlisi provisional dels assaigs mundials va mostrar una eficàcia del 65,7% contra casos moderats de COVID-19 i del 90,98% d'eficàcia contra casos greus.
Xina, Argentina, Xile, Mèxic, Pakistan, Rússia, Aràbia Saudita.
Mar.  –  Des. 2020, Xina; Set. 2020  –  Des. 2021, Pakistan; Set. 2020  –  Nov. 2020, Rússia

## Autoritzacions
Autorització plena
     Autorització d'emergència
     Permesa per viatges
Plena (1)
1. Xina[13]

Emergència (9)
1. Argentina[14]
2. Equador[15]
3. Hongria[16][17]
4. Indonèsia[18]
5. Malàisia[19]
6. Mèxic[20]
7. Moldàvia[21]
8. Pakistan[22]
9. Xile[23]

## Emmagatzematge
A 2-8 °C.

## Administració
En 1 dosi.